# Odinia trifida
Odinia trifida är en tvåvingeart som beskrevs av Miguel Carles-Tolrá 1996.
Odinia trifida ingår i släktet Odinia och familjen tickflugor. Inga underarter finns listade i Catalogue of Life.